# Dictyssa maculosa
Dictyssa maculosa är en insektsart som beskrevs av Doering 1938. Dictyssa maculosa ingår i släktet Dictyssa och familjen sköldstritar. Inga underarter finns listade i Catalogue of Life.